# Wnuk (herb szlachecki)

Wnuk, wersja podstawowa

Wnuk, odmiana

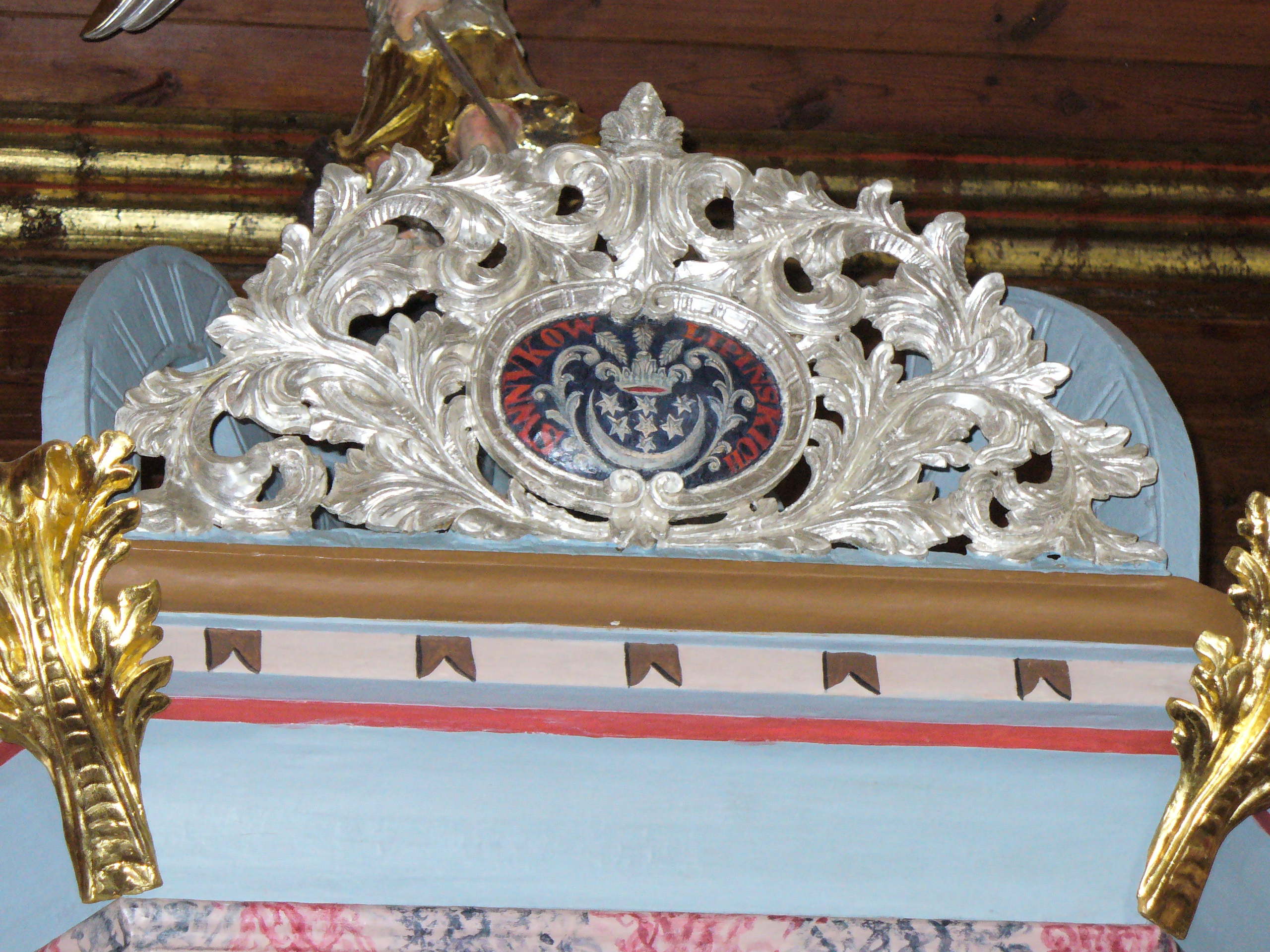

Wnuk (Wnuck, Wnuk-Lipiński, Wnuk-Dombrowski, Księżyc III, Księżyc odmienny) – kaszubski herb szlachecki, według Przemysława Pragerta odmiana herbu Księżyc.

## Opis herbu
Herb występował w co najmniej dwóch wariantach. Opisy z wykorzystaniem zasad blazonowania, zaproponowanych przez Alfreda Znamierowskiego:
Wnuk (Wnuck, Wnuk-Lipiński, Wnuk-Dombrowski, Księżyc odmienny): W polu błękitnym półksiężyc złoty, nad nim siedem takichż gwiazd (1, 3, 3). Klejnot: trzy pióra strusie złote między błękitnymi. Labry: błękitne, podbite złotem.
Wnuk odmienny (Wnuk-Lipiński odmienny, Księżyc odmienny): Godła srebrne, gwiazdy w układzie 3, 3, 1, pióra w klejnocie niebarwione.

## Najwcześniejsze wzmianki
Wariant I pojawia w Nowym Siebmacherze, von Ledebur (Adelslexicon der preussischen Monarchie), Cramer (Geschichte der Lande Lauenberg und Bütow), Winckler (Die Nationalitäten Pommerellens) i von Damerau-Dambrowski (Waren die "v. Dombrowski" der Kaschubei "Mondri" oder waren die "v. Mondri" der Kaschubei "Dombrowski"...). Wariant drugi znany z ambony kościoła w Borzyszkowych z 1738, wymieniany także przez Emiliana Szeligę-Żernickiego.

## Rodzina Wnuk
Kaszubska rodzina szlachecka o gałęziach używających nazwisk Ciemiński, Dąbrowski i Lipiński. Drobnoszlacheckie nazwisko kaszubskie pochodzące od wyrazu pospolitego wnuk. Poświadczone źródłowo w kilku miejscowościach na Kaszubach. W 1526 r. w królewskim dokumencie wydanym przez króla polskiego Zygmunta Starego potwierdzającym prawa do wsi Lipnica w dawnym powiecie człuchowskim z 14 właścicieli wsi wymieniono dwóch Wnuków: Wawrzyńca i Stefana Wnuk (Laurentio  i Stephano Wnuck). W tym samym roku przywilej na wieś Żabno w dawnym powiecie tucholskim otrzymał Marcin Wnuk. Można przypuszczać, że wymienieni Wnukowie należeli do jednej rodziny, jak się zdaje, nie uważanej wówczas za szlachtę tylko za ludzi wolnych - lemanów.  W 1561 r. w dokumencie lennym wystawionym przez księcia Barnima dla panków w Czarnej Dąbrowie wśród 12 właścicieli trzech było Wnuków: Michał Wnuk, Krzysztof Wnuk i Michał Wnuk z Lipnicy. W 1603 r. wśród 9 właścicieli Czarnej Dąbrowy było dwóch Wnuków: Łukasz i Paweł. Wnukowie mieszkali również w dawnym powiecie tucholskim. W 1570 r. jeden z 7 działów w Czapiewicach (3 włóki) posiadał Maciej Wnuk, a jeden z 9 działów w Czarnowie ( 1,5 włóki) należał do Macieja Wnuk. W 1570 r. dwa działy w Lipnicy posiadali: Jan Wnuk (1,5 włóki) i Michał Wnuk (2 włóki). W 18.10.1637 r. w przywileju króla polskiego Władysława IV potwierdzono dawne dokumenty Ciemna dla jego właścicieli z rodziny Wnuck. Od początków XVII wieku nazwisko Wnuk występowało wraz z drugim odmiejscowym nazwiskiem wziętym od posiadanej wsi: Ciemiński (1658 - Marcin Wnuk Ciemiński), Czapiewski (1609 - Albert Wnuk Czapiewski), Dąbrowski ( 1672 - Krzysztof Wnuk Dąbrowski), Lipiński (1662 - Maciej Wnuk Lipiński), Trzebiatowski (Bartołt Wnuk Trzebiatowski). W 1662 r. jednym z 11 właścicieli działów w Lipnicy był Maciej Wnuk Lipiński. W XVIII wieku Wnukowie-Lipińscy mieli działy w Lipnicy,Brzeźnie Szlacheckim, Kiedrowicach, Łąckiem w dawnym powiecie Człuchowskim, a także w okręgu bytowskim. W 1752 r. wśród 17 właścicieli Brzeźna wymienieni byli: Jan Wnuk Lipiński i Michał Wnuk Lipiński. Wykaz właścicieli ziemskich z 1774 roku z okręgu chojnickiego wymieniał Wojciecha Wnuk Lipińskiego  (Albrecht von Wnuck) mającego dział w Prądzonie, i Michała Wnuk Lipińskiego (Michael von Wnuk), dymisjonowanego porucznika wojsk polskich właściciela działu w  Łąkiem. W 1804 r. bracia Jakob Johan, Michael Albrecht, Joseph i Matthias von Wnuck Lipinsky z Brzeźna Szlacheckiego otrzymali w Kwidzynie potwierdzenie szlachectwa, którego odpis znajdował się w księdze zgonów z lat 1769-1830 w parafii Niezabyszewo. W ziemi bytowskiej w tzw. liście wasali z 1756 r. wymieniono Wnuków jako właścicieli 2 działów w Ciemnie i 1 w Trzebiatkowej. W Ciemnie byli to: Mathias von Wnuk - mający dwóch nieletnich synów, i Ludwig von Wnuk - mający braci Michela i Christopha, ten ostatni służył jako dragon w pułku Wurtemberga. Posiadaczem części Trzebiatkowej był Paul von Wnuk, którego dwaj bracia Michel i Johan byli kadetami w Berlinie. W pochodzącym z 1862 r. spisie szlacheckich właścicieli w okręgu bytowskim,odnotowano Nicolausa von Wnuck-Lipinski w Rekowie, Johana Paula von Wnuck-Lipiński w Trzebiatkowej i Carla (Karla) von Wnuk, emerytowanego generała majora z Berlina właściciela działów w Ciemnie (od 1829 r). Karl Wilhelm von Wnuck (1788-1863) był synem Ernsta Ludwiga z Ciemna  i po szkole kadetów w Berlinie, w walkach w kampanii napoleońskiej, za którą otrzymał Order Pour le Merite i długiej służbie żołnierskiej, był od 1844 r. pułkownikiem i dowódcą twierdzy Wisłoujście w Gdańsku, a w 1845 r. awansował do stopnia generała majora. Z Wnuków z Ciemna pochodził również Friderich von Wnuck ( zm. 1811), pułkownik i komendant garnizonu 3. Pułku Piechoty ,oraz Karl Georg Heinrich von Wnuck (1803-1881), który po szkole kadetów w Berlinie walczył W kampanii przeciwko Austrii 1866 r., otrzymał Order Pour le Merite i awans na generała majora, a następnie generała porucznika. W 1870 r. był komendantem Poznania.

## Herbowni
Wnuk (Wnuck). Rodzina używała też przydomków Ciemiński, Dąbrowski, Lipiński. 
Istniała inna rodzina, Czapiewski o przydomku Wnuk, która używała herbu Wnuk-Czapiewski.